# Ana Guevara
Ana Guevara född 4 mars 1977 i Nogales, Sonora, Mexiko, är en mexikansk friidrottare. 
Guevara är specialist på 400 meter och blev 2003 den första kvinnan på den distansen som lyckades vinna IAAF:s Golden League. Samma år vann Guevara även VM-guldet på 400 meter vid tävlingarna i Paris. Trots att hon var storfavorit till OS-guldet vid Aten 2004 slutade hon tvåa efter Bahamas Tonique Williams-Darling.

## Personliga rekord
- 400 meter – 48,89 från VM i Paris 2003

## Politisk karriär
Guevara var mexikansk senator åren 2012-2018 som representant för en koalition av socialdemokratiska PRD, arbetarpartiet PT och medborgarrörelsen. Vid 2918 års parlamentsval valdes hon in i  
underhuset som representant för PL.
Den 13 december 2016 blev Guevara påkörd av en bil i närheten av Mexico City. Hennes motorcykel välte och hon blev misshandlad av fyra personer i bilen som hade kört på henne. Händelsen uppmärksammades av internationell press.